# Jan de Rooij (bokser)

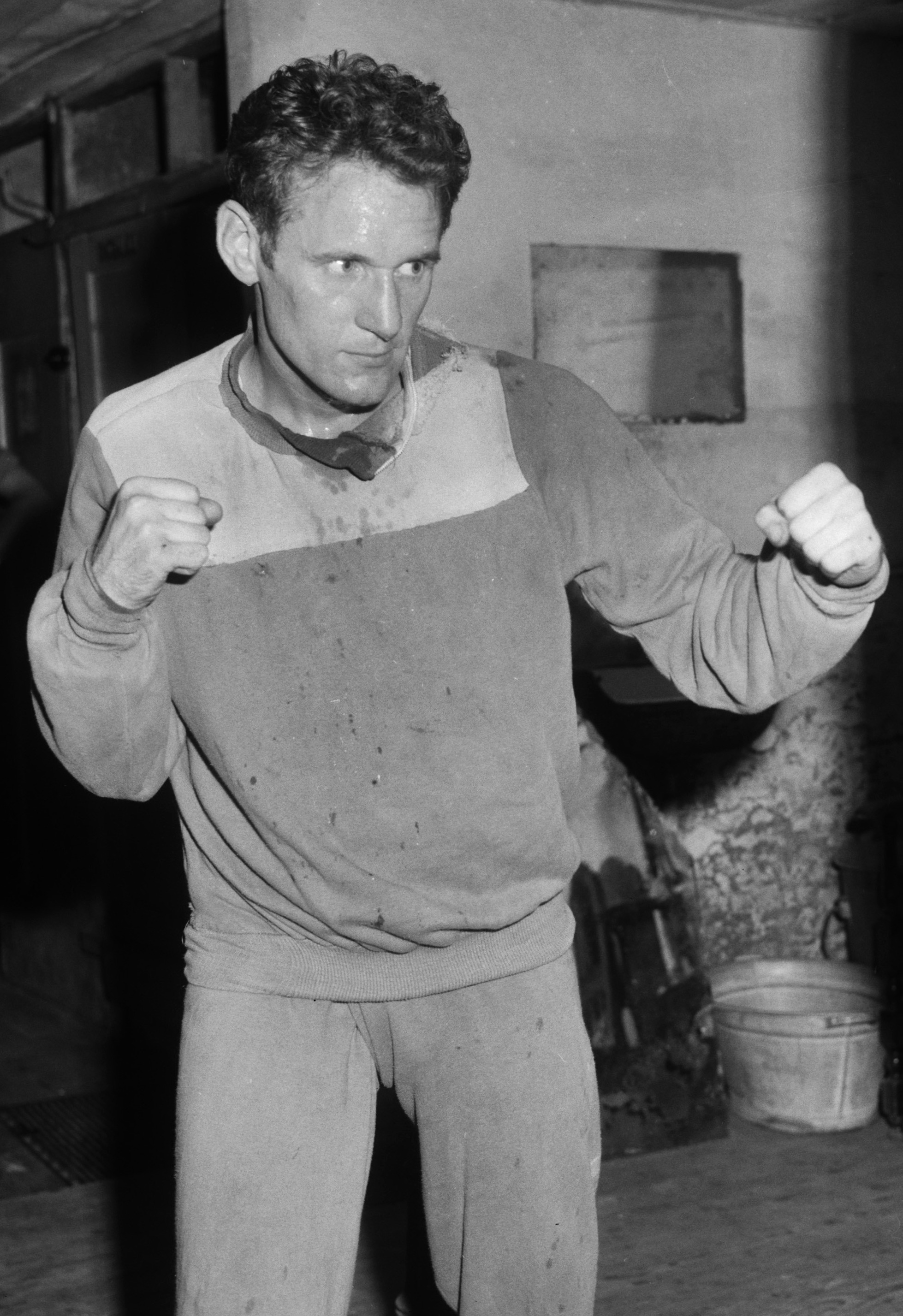
Jan de Rooij in 1964

Johannes (Jan) de Rooij (Amsterdam, 26 januari 1932 – Amsterdam, 18 mei 2008) was een Nederlands bokser.
Hij begon met boksen bij Boksclub Dik Groothuis aan de Warmoesstraat in zijn geboorteplaats Amsterdam. Hij is als bokser tien keer Nederlands kampioen geworden. In 1960 kwam De Rooij op de Olympische Spelen in Rome uit in de klasse bantamgewicht waar hij in de achtste finales op punten werd uitgeschakeld door de Poolse bokser Brunon Bendig die uiteindelijk in die klasse de 3e plaats zou halen. Bij de Olympische Spelen in Tokio in 1964 kwam hij uit in de klasse vedergewicht waar hij in de eerste ronde werd verslagen door de Finse bokser Jorma Limmonen. Na het goud van Anton Geesink wilde hij de judomat op lopen om hem te feliciteren. Geesink gaf met een handgebaar aan dat dit niet toegestaan was, waarop hij rechtsomkeert maakte. 